# Olympische Sommerspiele 1896/Teilnehmer (Frankreich)
| Silbermedaillen | Bronzemedaillen | 3. |
| --------------- | --------------- | -- |
| 5               | 4               | 2  |

Frankreich nahm an den Olympischen Sommerspielen 1896 in Athen, Griechenland, mit einer Delegation von zwölf Sportlern in sechs Sportarten teil.

## Medaillengewinner

### Olympiasieger
| Name                    | Sportart | Wettkampf          |
| ----------------------- | -------- | ------------------ |
| Eugène-Henri Gravelotte | Fechten  | Florett            |
| Léon Flameng            | Radsport | 100 Kilometer      |
| Paul Masson             | Radsport | 333 ⅓ m Zeitfahren |
| Paul Masson             | Radsport | 2000 Meter         |
| Paul Masson             | Radsport | 10 Kilometer       |

### Zweite
| Name              | Sportart       | Wettkampf                |
| ----------------- | -------------- | ------------------------ |
| Henri Callot      | Fechten        | Florett                  |
| Jean Perronet     | Fechten        | Florett für Fechtmeister |
| Alexandre Tuffèri | Leichtathletik | Dreisprung               |
| Léon Flameng      | Radsport       | 10 Kilometer             |

### Dritte
| Name             | Sportart       | Wettkampf  |
| ---------------- | -------------- | ---------- |
| Albin Lermusiaux | Leichtathletik | 1500 Meter |
| Léon Flameng     | Radsport       | 2000 Meter |

## Teilnehmer nach Sportarten

### Fechten
- Eugène-Henri Gravelotte
Florett: Olympiasieger

- Henri Callot
Florett: Zweiter

- Henri Delaborde
Florett: 5. Platz

- Jean Perronet
Florett für Fechtmeister: Zweiter

### Leichtathletik
| Athleten       | Wettbewerb   | Vorlauf   | Vorlauf | Finale        | Finale        | Rang |
| Athleten       | Wettbewerb   | Zeit      | Rang    | Zeit          | Rang          | Rang |
| -------------- | ------------ | --------- | ------- | ------------- | ------------- | ---- |
| Männer         |              |           |         |               |               |      |
| Adolphe Grisel | 100 m        | unbekannt | 4       | ausgeschieden | ausgeschieden |      |
| Adolphe Grisel | 400 m        | unbekannt | 3-4     | ausgeschieden | ausgeschieden |      |
| Adolphe Grisel | Weitsprung   | /         | /       | 5,83 m        | 5             | 5    |
| Adolphe Grisel | Diskuswurf   |           |         |               |               |      |
| Frantz Reichel | 400 m        | unbekannt | 4       | ausgeschieden | ausgeschieden |      |
| Frantz Reichel | 110 m Hürden |           |         | ausgeschieden | ausgeschieden |      |

- Albin Lermusiaux
800 Meter: Vorläufe
1500 Meter: 3. Platz
Marathon: DNF[2]

- Georges de la Nézière
800 Meter: Vorläufe

- Alexandre Tuffèri
Weitsprung: 4. Platz[3]
Dreisprung: Zweiter

### Radsport

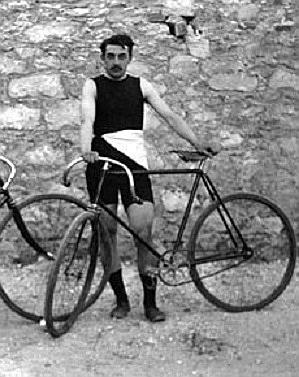
Paul Masson

- Paul Masson
Sprint: Olympiasieger 
333 ⅓ m Zeitfahren: Olympiasieger 
10 Kilometer: Olympiasieger

- Léon Flameng
Sprint: 3. Platz
333 ⅓ m Zeitfahren: 5. Platz
10 Kilometer: Zweiter 
100 Kilometer: Olympiasieger

### Schießen
- Albin Lermusiaux
Militärgewehr (200 m): ??

### Tennis
- J. Defert
Einzel: 8. Platz

### Turnen
- Adolphe Grisel
Barren: ??